# Gentiana crassicaulis
Gentiana crassicaulis är en gentianaväxtart som beskrevs av John Firminger Duthie och Isaac Henry Burkill. Gentiana crassicaulis ingår i släktet gentianor, och familjen gentianaväxter. Inga underarter finns listade i Catalogue of Life.